# Dorylomorpha hardyi
Dorylomorpha hardyi är en tvåvingeart som beskrevs av David Edward Albrecht 1990. Dorylomorpha hardyi ingår i släktet Dorylomorpha och familjen ögonflugor.
Artens utbredningsområde är Northwest Territories, Kanada. Inga underarter finns listade i Catalogue of Life.